# Dominikus Böhm
Pour les articles homonymes, voir Böhm.
Dominikus Böhm (né le 23 octobre 1880 à Jettingen et mort le 6 août 1955 à Cologne) est un architecte allemand, connu comme important bâtisseur d'églises de la première moitié du XXe siècle, en renouvelant totalement le style habituel de l'architecture sacrée de l'époque et en utilisant souvent le vocabulaire de l'expressionnisme de brique.

## Biographie
Böhm descend d'une famille d'architectes de l'espace souabe-bavarois (cette tradition familiale se poursuit avec son fils, Gottfried, né en 1920 et vainqueur du prix Pritzker en 1986).
Böhm, après avoir commencé des études à Augsbourg, entame sa formation d'architecte à l'université de Stuttgart avec Theodor Fischer.
Il commence à enseigner à Bingen am Rhein (dans l'actuel établissement Hfg Offenbach) et obtient en 1926 une place à la Werkschule de Cologne (qui a été fondée au sein de l'École technique supérieure de Cologne). Il travaille notamment en collaboration avec l'architecte Rudolf Schwarz dans un atelier commun.
Böhm est surtout connu pour ses églises catholiques, même s'il n'a livré la première qu'après ses 40 ans. Par la suite, il a construit de nombreuses églises en Rhénanie, dans le bassin de la Ruhr, mais aussi aux Pays-Bas et Belgique ou, plus loin encore, en Amérique du Sud.
Il est inhumé au cimetière du Sud de Cologne.

## Œuvre

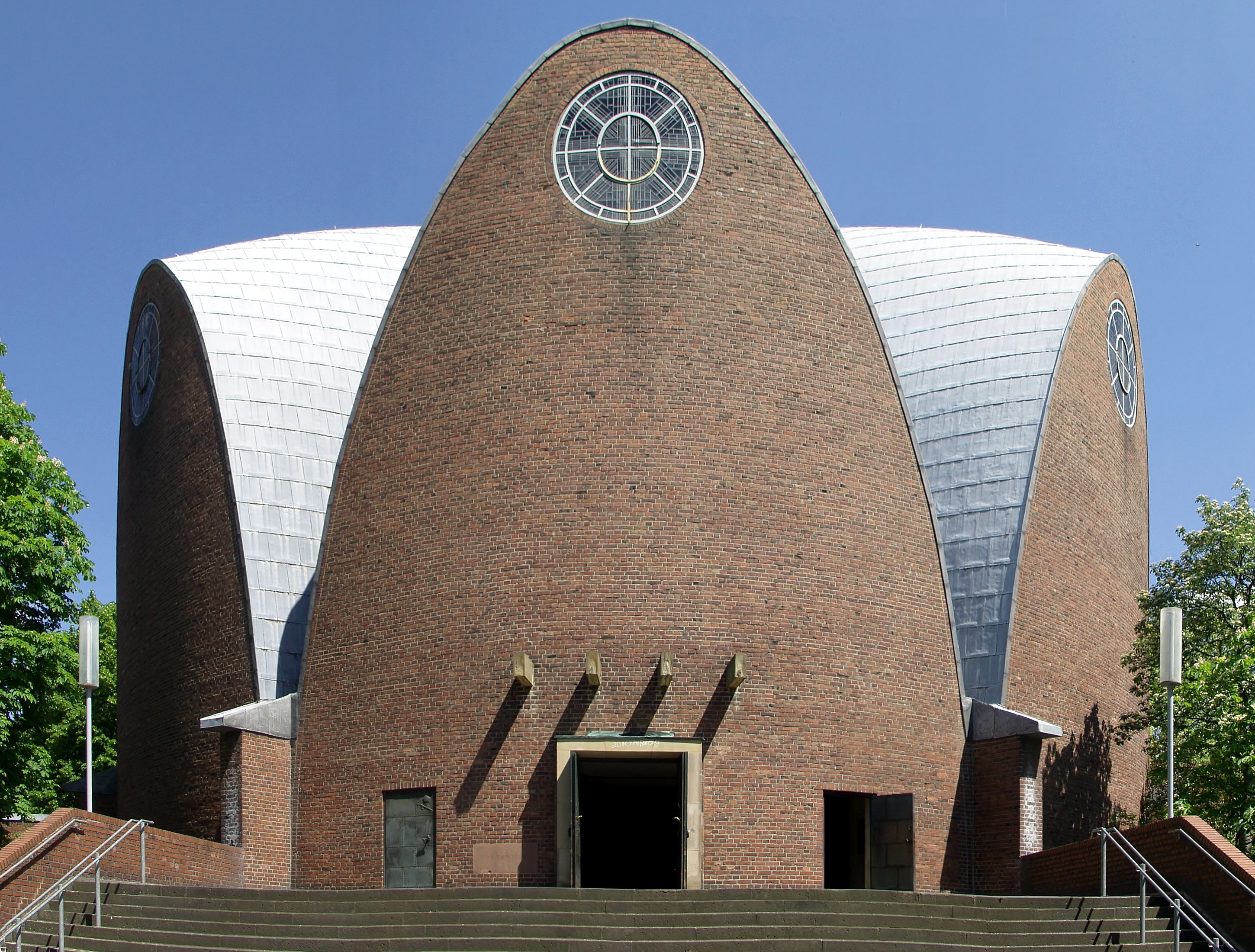
Église Saint-Engelbert de Cologne (1928-1932).

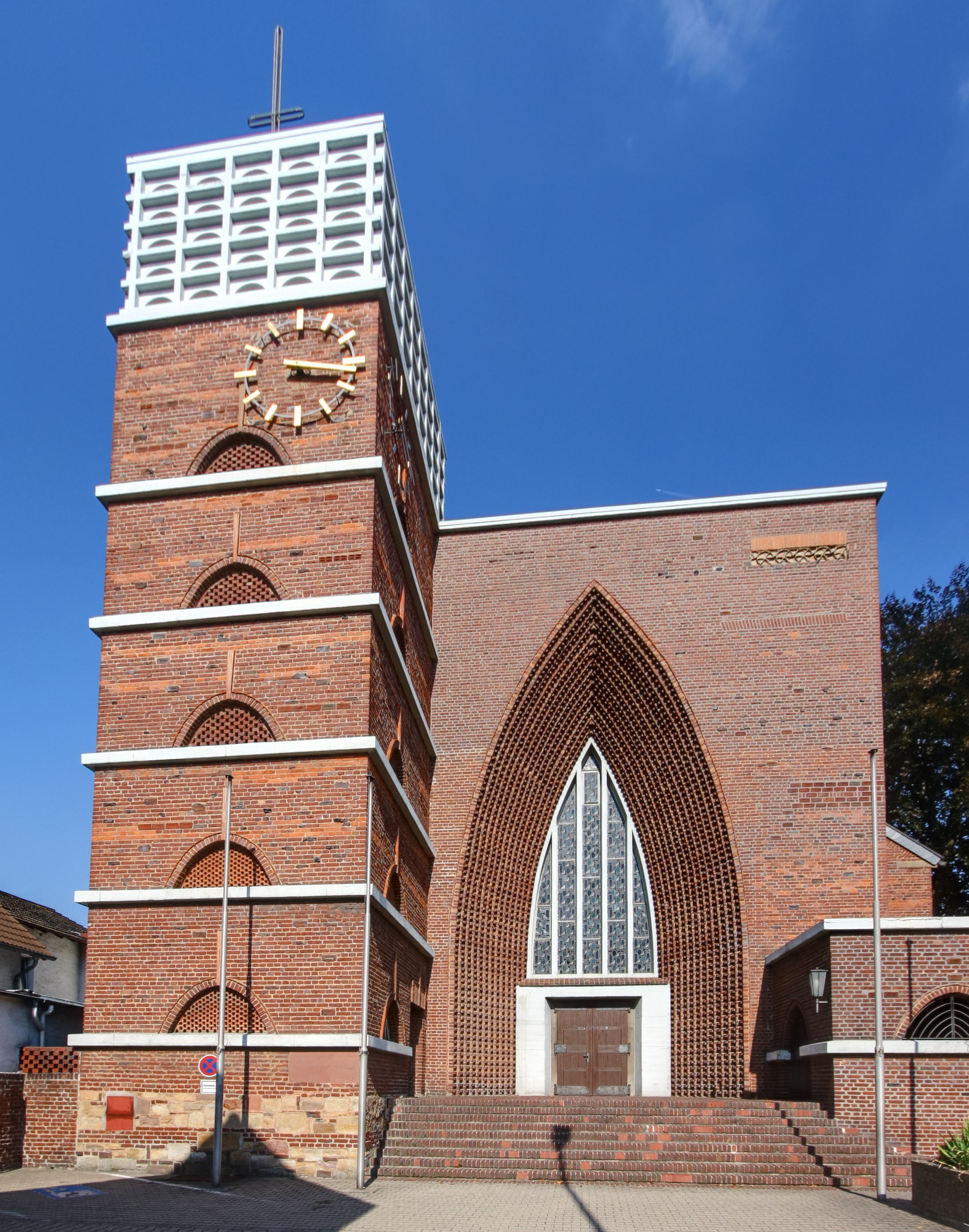
Église du Christ-Roi de Bischofsheim (1926).

- Abbaye Saint-Benoît, Vaals (1921-1923)
- Église Saint-Jean-Baptiste, Neu-Ulm (1921-1926)
- Saints-Pierre-et-Paul, Karlstein am Main-Dettingen (1923), décorée avec des fresques expressionnistes de Reinhold Ewald
- Église du Christ-Roi, Bischofsheim (1926)
- Église Saint-Apollinaire, Lindlar-Frielingsdorf (1926-1927)
- Hôpital pour asthmatiques avec église et monastère Saint-Camille, Mönchengladbach-Dahl (1926-1928)
- Église du Christ-Roi, Leverkusen (1927-1928)
- Élargissement de l'hôpital du Sacré-Cœur de Jésus, Lindlar (1928)
- Église de l'Annonciation, Jettingen-Scheppach (1928-1929)
- Sainte-Élisabeth, Cologne (1928-1932)
- Kolpinghaus - Secrétariat général de la katholischen Gesellenverein Köln (association catholique), Cologne (1929)
- Séminaire, Limburg an der Lahn (1929)
- Sainte-Élisabeth, Hagen (1929)
- Caisse d'épargne et banque régionale, Hindenburg (1929)
- Église Saint-Joseph, Hindenburg (1929-1930)
- Église Sainte-Élisabeth, Birken-Honigsessen (1929-1930)
- Papeterie Zanders, Bergisch Gladbach (1930)
- Église Saint-François, Mönchengladbach-Rheydt-Geneicken (1930)
- Église Saint-Engelbert, Cologne-Riehl (1930)
- Église Notre-Dame-de-l'Assomption, Bad Marienberg (Westerwald) (1931)
- Église catholique, Norderney (1931)
- Maison des architectes, Cologne (1931-1932)
- Église de la Sainte-Croix, Osnabrück (1932)
- Église du couvent du Garnstock, Baelen en Belgique (1934)
- Église Sainte-Marie, Nordhorn (1935)
- Église Saint-Engelbert, Essen (1935, « revisitée » en 1953-1955)
- Église Saint-Joseph, Lingen (1935-1937)
- Église du Sacré-Cœur de Jésus, Brême (1935-1938)
- Église du Christ-Roi, Hamminkeln-Ringenberg (1936)
- Église de la Sainte-Croix, Bocholt (Westphalie) (1936)
- Église de la Sainte-Croix (de), Dülmen (Westphalie) (1936-1938)
- Saint-Wolfgang, Ratisbonne (1937-1939)
- Filature Laurenz, Ochtrup (1942)
- Réfection de Saint-Maurice, Augsbourg (1945-1947)
- Réfection de Saint-Maximilien, Augsbourg (1945-1948)
- Réfection de Saint-Joseph, Duisbourg (1947-1949)
- Saint-Wendelin, Eppelborn, (1948-1950)
- Réfection et élargissement de Saint-Martin, Cochem (1949-1951)
- Réfection de Saint-Antoine, Münster (1949-1952)
- Réfection de Saint-Jean-Baptiste, Geilenkirchen-Hünshoven (1950-1952)
- Église Sainte Marie Reine, Cologne-Marienburg (1952-1954)
- Église catholique Sainte-Marie, Ochtrup (1953)
- Église du Saint-Esprit, Hagen (1953)
- Élargissement du couvent, Püttlingen (1953-1954)
- Église Sainte-Élisabeth, Coblence (1953-1954)
- Saint-Veit, Mayen (1954)
- Couvent, Burscheid (1954)
- Église Saint-Joseph, Cologne-Rodenkirchen (1954-1955)
- Réfection de Sainte-Anne, Cologne-Ehrenfeld (1955-1956)
- Saint-Paul, Bonn (1955-1957)
- Église de la Résurrection du Christ, Bonn-Röttgen